# Världsmästerskapet i schack 2010
Världsmästerskapet i schack 2010 var en titelmatch mellan den regerande världsmästaren Viswanathan Anand och utmanaren Veselin Topalov. Den spelades i Sofia mellan den 24 april och den 13 maj 2010. Matchen spelades över tolv partier och slutade med att Anand behöll världsmästartiteln.

## Utmanarmatchen

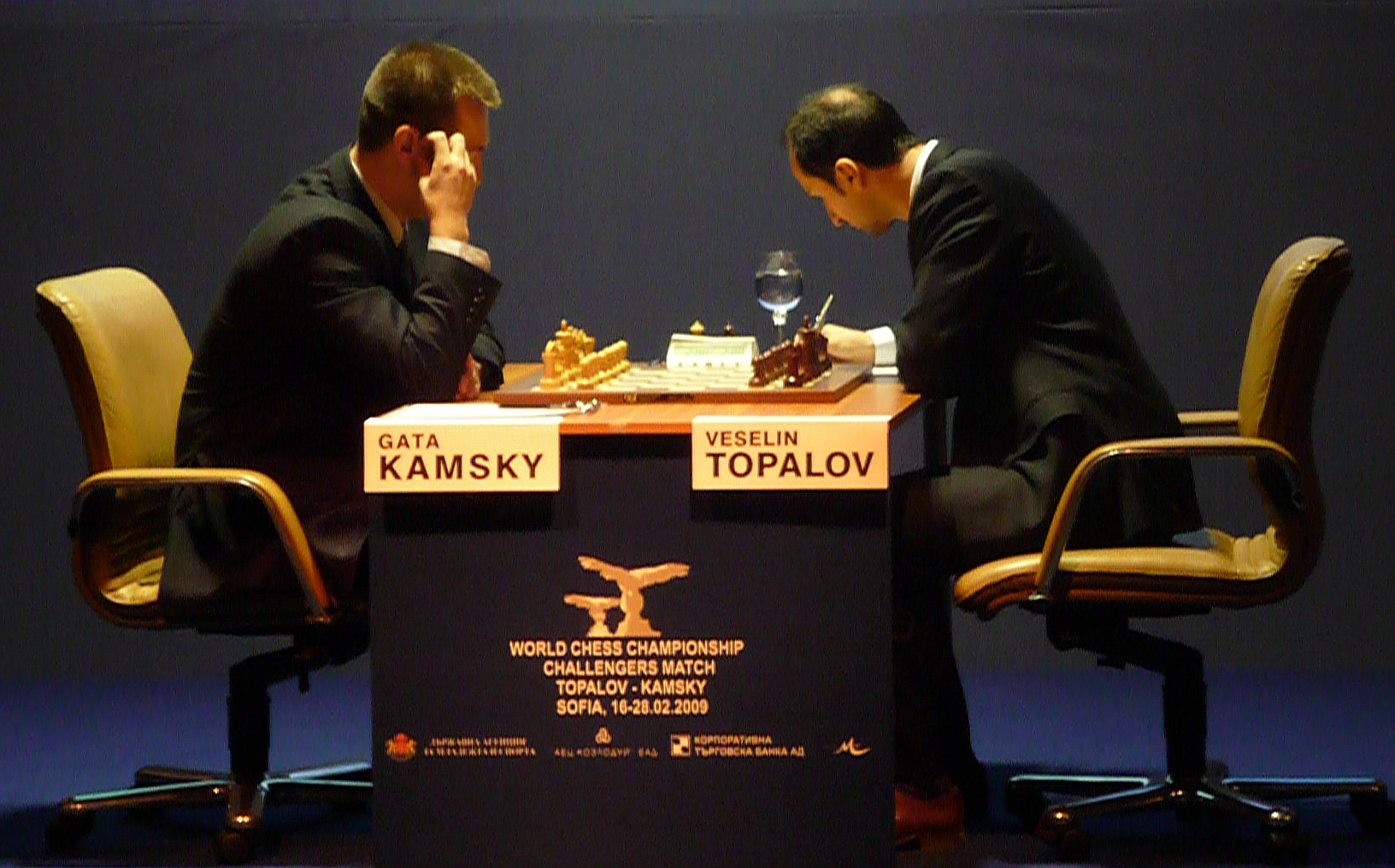
Från matchen mellan Topalov och Kamsky

För att utse en utmanare arrangerades en match mellan Veselin Topalov och Gata Kamsky. Topalov fick sin plats som kompensation för att han inte fick spela i världsmästerskapet i schack 2007. Kamsky kvalificerade sig genom att vinna FIDE World Cup.
Utmanarmatchen spelades i Sofia den 16 till 28 februari 2009. Matchen spelades över åtta partier (varav det sista inte behövde spelas) och vanns av Topalov med 4½–2½.

## Regler
Titelmatchen spelades över tolv partier. I varje parti hade spelarna 120 minuter på sig att göra sina första 40 drag och fick därefter ett tillägg på 60 minuter. När en spelare hade gjort sina första 60 drag fick denne ett tillägg på 15 minuter, och ett bonustillägg på 30 sekunder för varje ytterligare drag som gjordes.
Om matchen var oavgjord efter de första tolv partierna så spelades fyra partier snabbschack. Om det var oavgjort även efter dessa så spelades upp till fem matcher med två partier blixtschack, där den första spelaren att vinna en blixtmatch segrade. Om det fortfarande var oavgjort så avgjordes matchen i ett parti armageddon.

## Resultat
| Namn              | Rating | Parti | Parti | Parti | Parti | Parti | Parti | Parti | Parti | Parti | Parti | Parti | Parti | Poäng |
| Namn              | Rating | 1     | 2     | 3     | 4     | 5     | 6     | 7     | 8     | 9     | 10    | 11    | 12    | Poäng |
| ----------------- | ------ | ----- | ----- | ----- | ----- | ----- | ----- | ----- | ----- | ----- | ----- | ----- | ----- | ----- |
| Viswanathan Anand | 2787   | 0     | 1     | ½     | 1     | ½     | ½     | ½     | 0     | ½     | ½     | ½     | 1     | 6½    |
| Veselin Topalov   | 2805   | 1     | 0     | ½     | 0     | ½     | ½     | ½     | 1     | ½     | ½     | ½     | 0     | 5½    |